# Сен-Мартен (канал)
Канал Сен-Мартен (фр. canal Saint-Martin) — канал в Париже длиной 4,55 км, прорытый в 1822—1826 годах для водоснабжения парижских фонтанов и облегчения речного судоходства. Тогда с этой целью было решено превратить приток Марны — Урк — в канал, пересекающий восточную часть столицы по правому берегу Сены вплоть до Бастилии, где он соединяется с Сеной. Для финансирования проекта был введён парижский налог на продажу вина. При Наполеоне III канал был частично накрыт для создания парижских бульваров, и двухкилометровая часть канала стала подземной.

## Описание

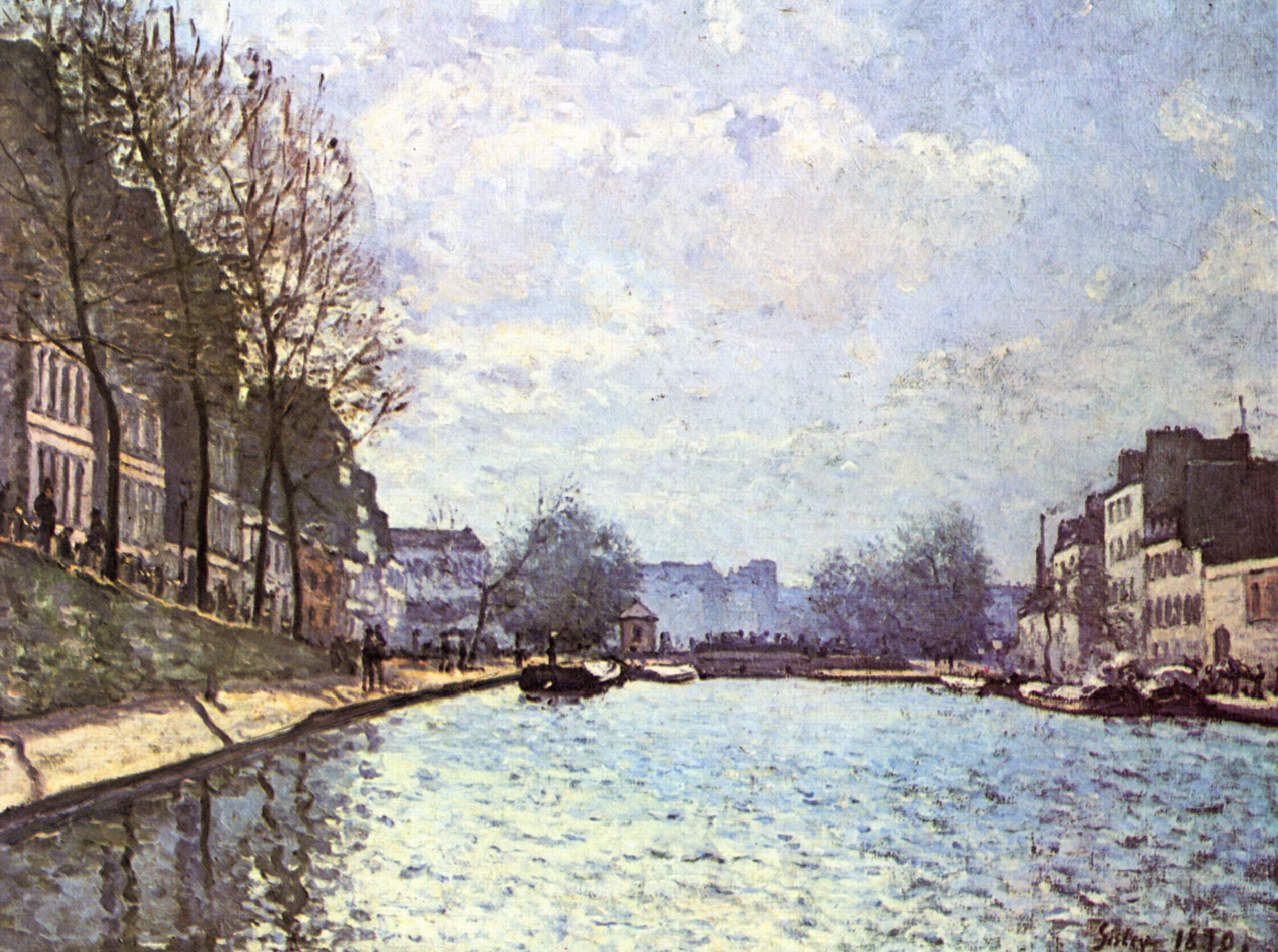
Вид на канал Сен-Мартен в Париже, худ. Альфред Сислей, (Музей д’Орсе, 1870)

От Сены канал проходит по границе 4-го и 12-го округов сначала как Арсенальский водоём (bassin de l’Arsenal), чей порт (port l’Arsenal) вмещает до 180 судов, затем перед площадью Бастилии уходит под землю, выходя на поверхность недалеко от площади Республики, после площади Сталинградской битвы в 19-м округе становится Ля-Вилеттским водоёмом и каналом Урк, заканчивающимся в парке Ла-Виллет. Там, где он проходит под землёй по бульвару Ришар-Ленуар, канал 2 км течёт в тоннеле — над ним аллея для прогулок с фонтанами. Статуя Ля-Гризетт (La Grisette) на бульваре Жюль-Ферри — в месте ухода канала под землю — поставлена в память о парижской работнице 1830-х гг., прославившейся своей жизнерадостностью и фривольностью.
В конце XX века канал Сен-Мартен потерял свою экономическую целесообразность. В 60-х годах разрабатывался проект по замене канала на скоростную автотрассу, но был прекращён из-за недовольства парижан. На канале действуют 9 шлюзов. Сегодня канал используется для туристических прогулок.

## В кинематографе
Канал Сен-Мартен можно увидеть во многих известных фильмах, например, в «Северном отеле» (1938) или в вышедшем в 2001 году фильме «Амели».